# Kamenný most přes rybník Vítek
Kamenný inundační most vede přes rybník Vítek, stojí na katastrálním území Stará Hlína v části obce Třeboň v okrese Jindřichův Hradec. V roce 1963 byl zapsán do Ústředního seznamu kulturních památek České republiky.

## Historie
Při výstavbě rybníka Rožmberk (1584–1590) byla zaplavena rozsáhlá území včetně tzv. Moravské cesty z Třeboně do Jindřichova Hradce a dál na Moravu. Aby formani nemuseli objíždět zatopenou oblast, nechal v roce 1594 Jakub Krčín z Jelčan vybudovat dlouhý dřevěný most a v roce 1604 druhý kratší. Mosty byly často poškozovány a ničeny povodněmi. V roce 1741 byly mosty zničeny francouzskou posádkou usídlenou v Třeboni, aby ztížily postup habsburské armády. Kamenný inundační most přes záplavové území ramene rybníka Rožmberk nechal v roce 1781 postavit krumlovský vévoda, kníže Jan Schwarzenberg. Stavitelem byl Josef Rosenauer, pozdější autor Schwarzenberského a Vchynicko-tetovského plavebního kanálu. Při oddělení rybníka Vítek od rybníka Rožmberk v roce 1879 zůstaly základy mostu trvale zatopeny. Most sloužil až do roku 1988, kdy byla silnice I/34 byla přeložena na novou souběžnou trasu s novým mostem. Při povodni v srpnu 2002 byla protržena hráz rybníka na Vitmanově a vysoká voda podemlela mostní pilíř mezi třetí a čtvrtou mostní klenbou s následným zřícením těchto kleneb. Následná oprava byla provedena z původního materiálu, do co nejvěrnější původní podoby. Zničený pilíř byl postaven na novém základě. V roce 2012 byl inundační most opraven firmou Jiří Janoušek – RENOSTAV z Třeboně podle schválené projekční dokumentace firmy Pragoprojekt z Prahy. Barokní most slouží výhradně pro pěší a cyklisty, vede jím naučná stezka Rožmberk.

## Popis
Inundační most přemosťuje jižní část rybníka Vítek. Je postaven z lomového kamene o pěti obloucích s parapetními zídkami. Mostní klenby nasedají na čtyři mostní pilíře z lomového kamene na obdélném půdorysu z obou stran zaoblené. Parapetní zídky jsou postaveny z cihel a od roku 1807 jsou kryté žulovými deskami 70 mm tlustými. Pobřežní opěry jsou rozšířené. Při opravách byly všechny pilíře zpevněny mikropilotami a injektáží. Asfaltový povrch byl odstraněn, opravená část byla nově omítnutá a ostatní části mostu byly očištěny a lokálně vyspraveny. Délka mostu činí 45,60 m, celková šířka 6,40 m, šířka mezi zídkami je 5,0 m. Klenba má světlost 7,50 m, mostní pilíře mají tloušťku 1,60 m. Parapetní zídka je vyzděna z cihel o rozměru 65×155×315 mm a je vysoká 0,8–1,15 m a široká 0,6–0,65 m.

## Most ve filmu
Most se objevil ve filmové pohádce Byl jednou jeden král… ve scéně, kdy se sypala z mostu sůl do vody. V pohádce Z pekla štěstí byl z mostu shozen král s princeznou. Také byl ve filmu Všichni moji blízcí.

## Galerie

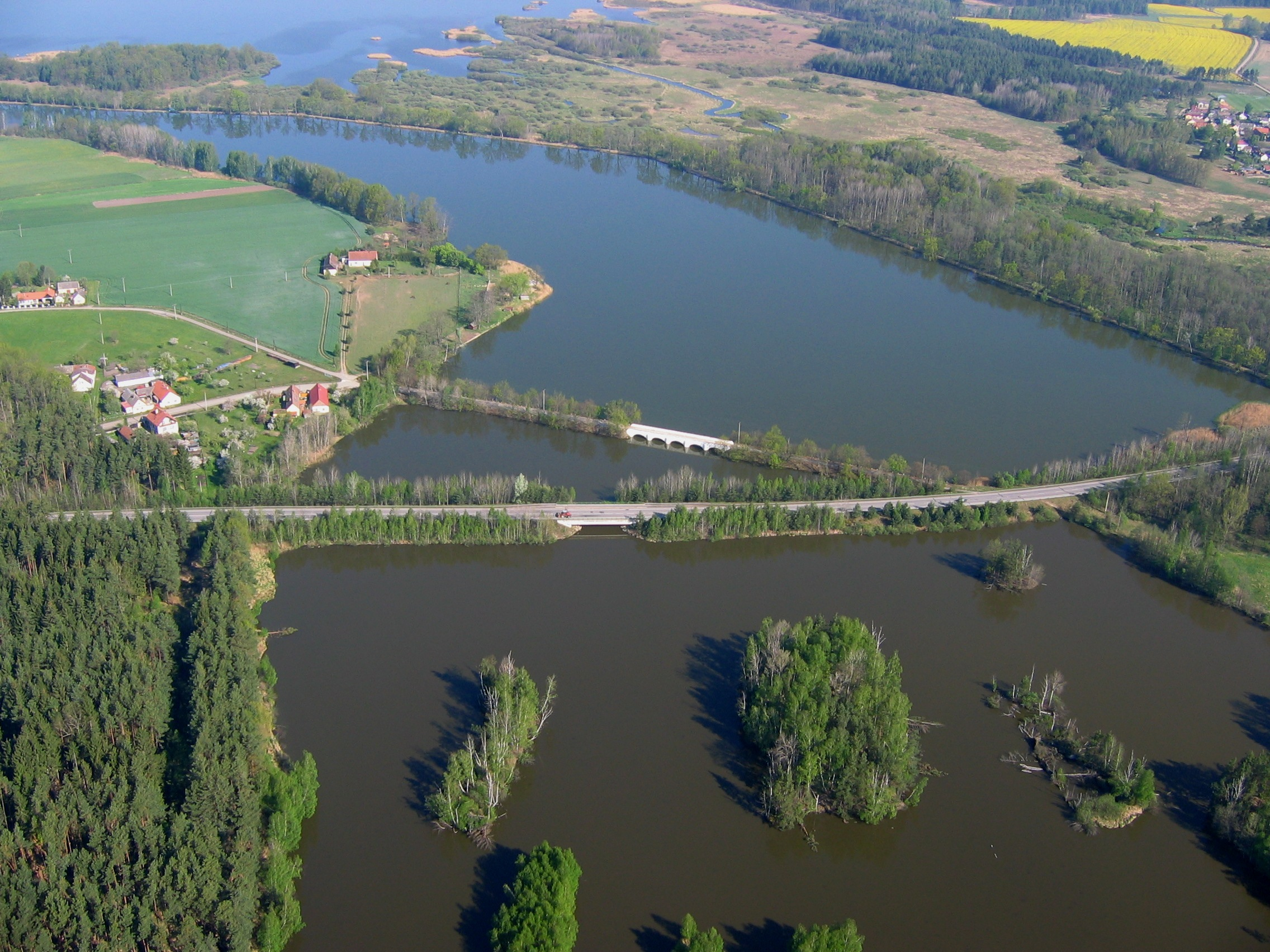
Letecký pohled na rybník Vítek. Starý inundační most se nachází uprostřed snímku.
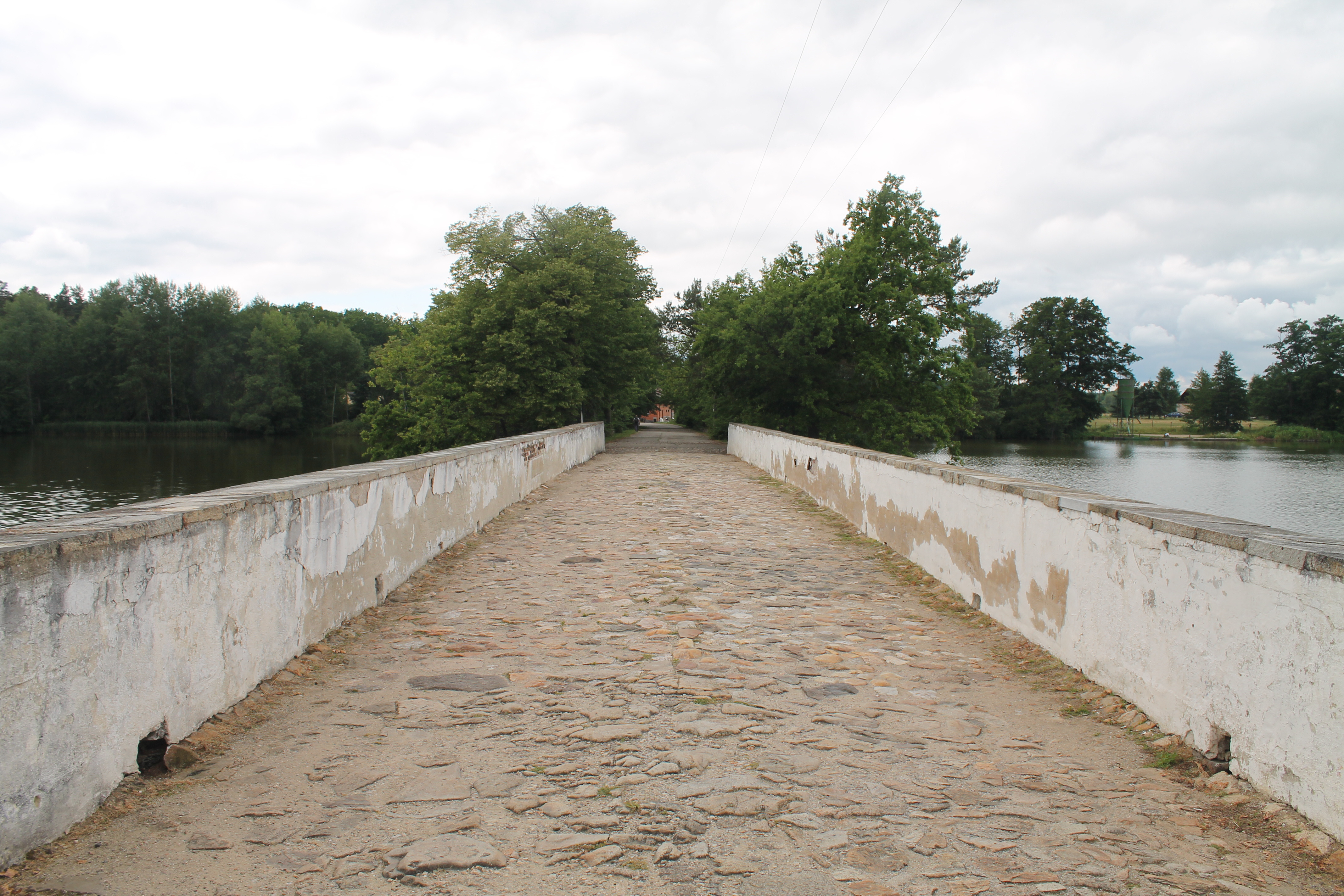
Komunikace na mostě
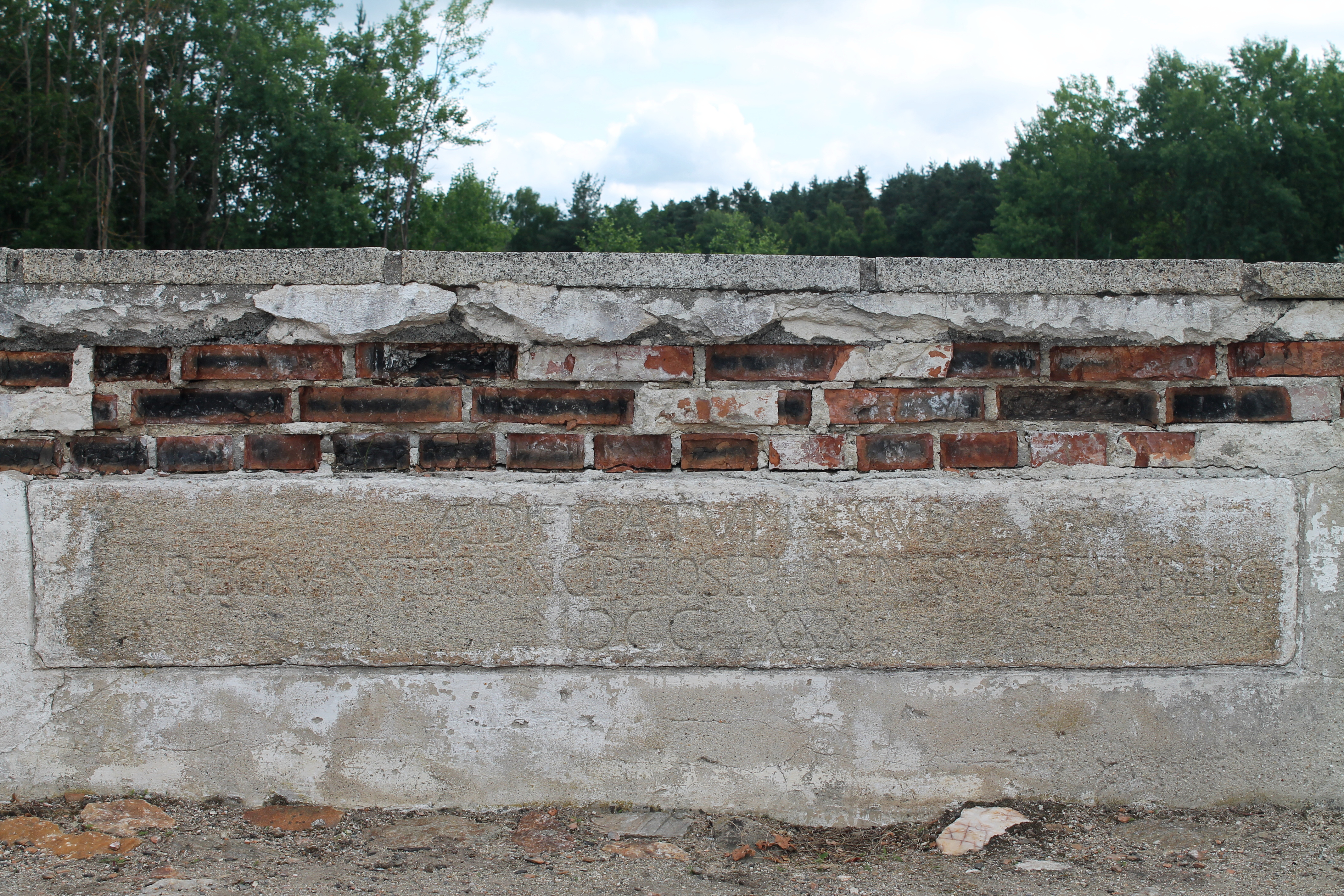
Pamětní deska v parapetní zídce s latinským nápisem